# Tyresövallen
Tyresövallen (dawniej znany jako Bollmoravallen) – szwedzki stadion piłkarski położony w Tyresö. Mecze na nim rozgrywa miejscowy klub Tyresö FF. Stadion może pomieścić 2700 widzów. W 2010 została zmieniona nazwa stadionu z Bollmoravallen na Tyresövallen.